# Железнодорожная линия Псков — Нарва
Железная дорога Псков — Нарва — железнодорожная линия, соединявшая Псков и Гдов с Нарвой. Уничтожена во время Великой Отечественной войны. Связывала также разрушенную в годы войны железную дорогу Полоцк — Псков с линией Нарва — Ревель (Таллин).
Построена в 1915—1916 годах для нужд Северного фронта Первой мировой войны, однако стала играть важную роль в осуществлении пассажиро- и грузоперевозок в регионе, в день по линии проходили до 25 составов. После Октябрьской революции и провозглашения независимости Эстонии с последующей оккупацией её территории войсками Германской империи участок Поля — Нарва перестал эксплуатироваться и впоследствии был разобран, но остальная часть дороги не теряла своей значимости.
В годы Второй Мировой войны после захвата Пскова и Гдова Вермахт стал использовать железнодорожную линию для транспортировки грузов к осаждённому Ленинграду. При отступлении немецких войск участок Псков — Гдов был уничтожен и после не восстанавливался. До конца 2012 года функционировал железнодорожный участок — Гдов-Сланцы, но с 1 января 2013-го движение по нему было прекращено. Последним напоминанием о существовавшей ранее линии Псков-Нарва является бывшая станция Запсковье, на месте которой располагаются подъездные пути к ряду промышленных предприятий Пскова.

## История

### До 1941 года

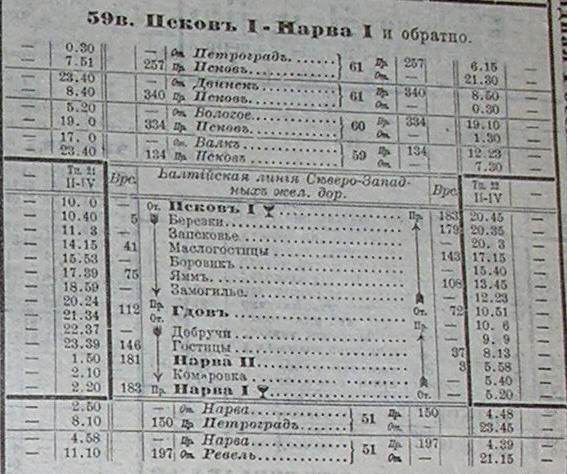
Расписание поезда Псков-Нарва, 1917 г.

До 1915 года предпосылок к строительству железной дороги, связывающей Псков и Нарву, не было. С началом Первой мировой войны для защиты Петрограда и проведения военных операций на северном направлении был образован Северный фронт. Для армии и её снабжения понадобилось строительство железнодорожных линий Полоцк-Идрица-Опочка-Псков и Псков-Гдов-Нарва, которые вместе образовывали крупную рокадную магистраль. Строительство ветки началось в 1915 году, работы проводились Московско-Виндаво-Рыбинской железной дорогой под руководством инженера Н. Новокуинского. Суточное количество рабочих составляло 6000 человек и 1500 единиц грузового транспорта — подвод. По просьбе Новокуинского начальником инженерных сооружений Северного фронта на строительство было прикомандировано 300 военнослужащих. Строительство велось с двух сторон: от Пскова и от Нарвы, с производительностью 2 версты (2,132 км) в день. Смычка состоялась 15 февраля 1916 года, а с 1 апреля по линии начали курсировать поезда. В сутки проходило до 25 составов. На дороге насчитывалось 60 охраняемых и 116 неохраняемых переездов, 11 казарм и 19 полуказарм. На станции Гдов имелось паровозное депо на три стойла, в Нарве — на два. На линии работали 25 дорожных мастеров, 139 стрелочников, 149 барьерных сторожей, 179 дорожных обходных сторожей. 6 июля 1916 года линия была передана во временную эксплуатацию «Обществу Московско-Виндаво-Рыбинской железной дороги». В 1917 году было открыто регулярное пассажирское движение по маршруту Псков — Нарва.

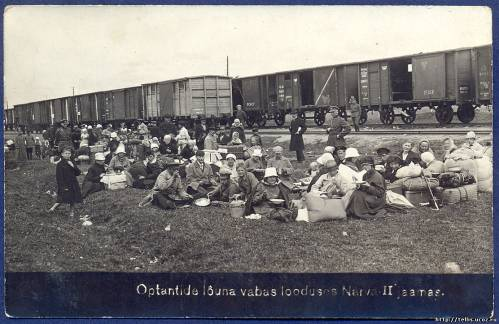
Эстонские оптанты на станции Нарва-II (южнее примыкания к железной дороге Гатчина — Таллин), 1920 г.

После Октябрьской революции Эстония провозгласила независимость, и в 1918 году участок Поля — Нарва оказался разделённым государственной границей. Движение поездов по нему прекратилось. Лишь первое время через пограничный переход на станции Нарва-II проходили составы с оптантами, поток которых был вызван изменением границ и образованием нового государства. В феврале 1918 года прибывшие из Нарвы немецкие военные подразделения высадились у разъезда Поля и заняли прилегающие деревни. 24 февраля 1918 года туда из Петрограда был отправлен поезд с двумя эскадронами драгун и 120 рабочими. По прибытии отряды под командованием руководителя Союза Социалистической Рабочей молодёжи Петра Смородина сразу организовали наступление в направлении деревень Втроя и Скамья. В конце февраля группой разведчиков под руководством Смородина был подорван железнодорожный путь на участке Поля — Нарва, чем сорвана переброска немцами резервов и боеприпасов.
В годы Гражданской войны разъезд Поля вновь стал ареной боевых действий. 13 мая 1919 года у разъезда подразделениями Северо-Западной армии практически полностью был уничтожен батальон 167-го стрелкового полка войск РККА. В тот же день у разъезда № 9 у деревянного моста через Плюссу в результате боестолкновения белыми были подорваны три бронепоезда красноармейцев и уничтожены 26 военнослужащих из состава артиллерийской батареи Красной армии. После наступления в ноябре 1919 года Красная Армия вынудила войска армии Юденича отойти к Нарве, а позже вглубь Эстонии. По Тартускому мирному договору 1920 года Эстонии отошла часть восточного Принаровья (Эстонская Ингерманландия). Граница прошла от Чудского озера до деревни Комаровка. На перегоне Поля — Ивангород-Нарвский железнодорожное сообщение прекратилось, и в 1920 году он за ненадобностью был разобран. Некогда транзитная дорога стала тупиковой, а её конечным остановочным пунктом стал разъезд № 9.
До 1922 года поезда шли через станцию Берёзки, где им приходилось останавливаться, чтобы сменить направление движения и следовать дальше. В период Гражданской войны был построен прямой выход со станции Псков (ныне Псков-Пассажирский) в сторону станции Запсковье. В 1932 году начал строиться город Сланцы. На месте бывшего разъезда № 9 в 1934 году появилась станция Сланцы-Товарные. В 1940 году была открыта ветка Веймарн — Сланцы, которая связала Сланцы и бывшую нарвскую дорогу с Ленинградом.

### Великая Отечественная война
В июле 1941 года железная дорога на всём протяжении оказалась в руках Вермахта. В течение первого года войны гитлеровцы использовали трофейный советский подвижной состав для доставки грузов стратегического назначения, необходимых группе армий «Север», которая действовала в районе Ленинграда. Для этих целей немцами был восстановлен взорванный партизанами участок Гдов — Веймарн.
В годы оккупации на линии активно велась диверсионно-подрывная деятельность партизан. Местными партийными работниками было создано семь партизанских отрядов, объединённых затем в три. Гдовскими партизанами за 1941 год было пущено под откос 14 эшелонов, полновскими — 6, сланцевскими — 3. В результате весь подвижной состав был выведен из строя. В конце сентября движение поездов по линии прекратилось. Всю зиму она практически не функционировала. Весной 1942 года линия была перешита на европейскую колею (1435 мм). После восстановления движения поездов возобновилась активная подрывная деятельность. 22 июня 1942 года полновские партизаны пустили под откос эшелон, следовавший из Пскова, также здесь подорвались прибывшая аварийная автодрезина из Гдова и паровоз ремонтного поезда. Минирование железнодорожных путей группами Богданова, Печатникова и Гаврилова у станций и разъездов Ямм, Гдов, Добручи, Боровик, Язбы, Глушь, Замогилье привело к крушениям поездов, перевозивших боеприпасы, продовольствие, личный состав. Постоянно подвергались разрушениям участки верхнего строения пути, неоднократно взрывались мосты. За 1942 год на участке Псков — Веймарн на минах подорвалось 14 эшелонов.
В ответ на диверсионную деятельность немецкая военная комендатура № 611 проводила на территории Полновского района карательные акции. Под руководством командира взвода тяжёлых пулеметов 37-го эстонского полицейского батальона Александра Пиигли шли аресты мирного населения, осуществлялась охрана арестованных советских граждан, организовывались операции против партизан, а также совершались массовые расстрелы. Центром заключения лиц, подозреваемых в связях с партизанским движением, был посёлок Полна. Расстрелы производились вблизи станции Ямм, где с июня по ноябрь 1942 года было уничтожено до 59 человек.
Рельсовая война достигла таких масштабов, что в итоге немецкое командование приняло решение частично разобрать пути, а рельсы отправить в Германию на переплавку. В 1944 году при отступлении немецких войск дорога была полностью уничтожена.

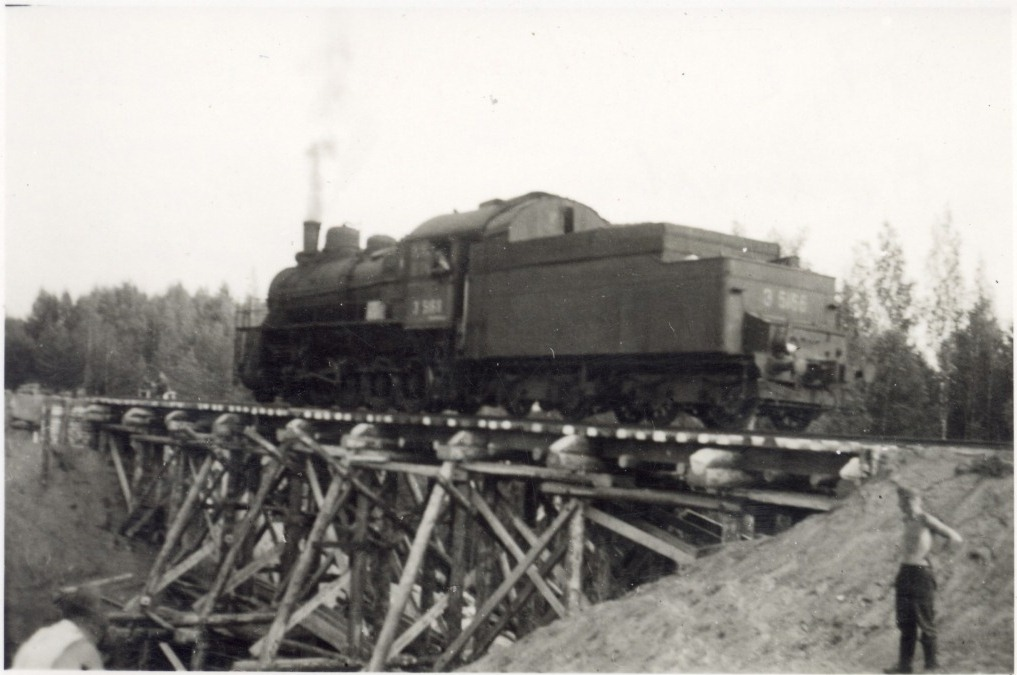
Паровоз Э следует по мосту через реку Чёрная в августе 1941 года
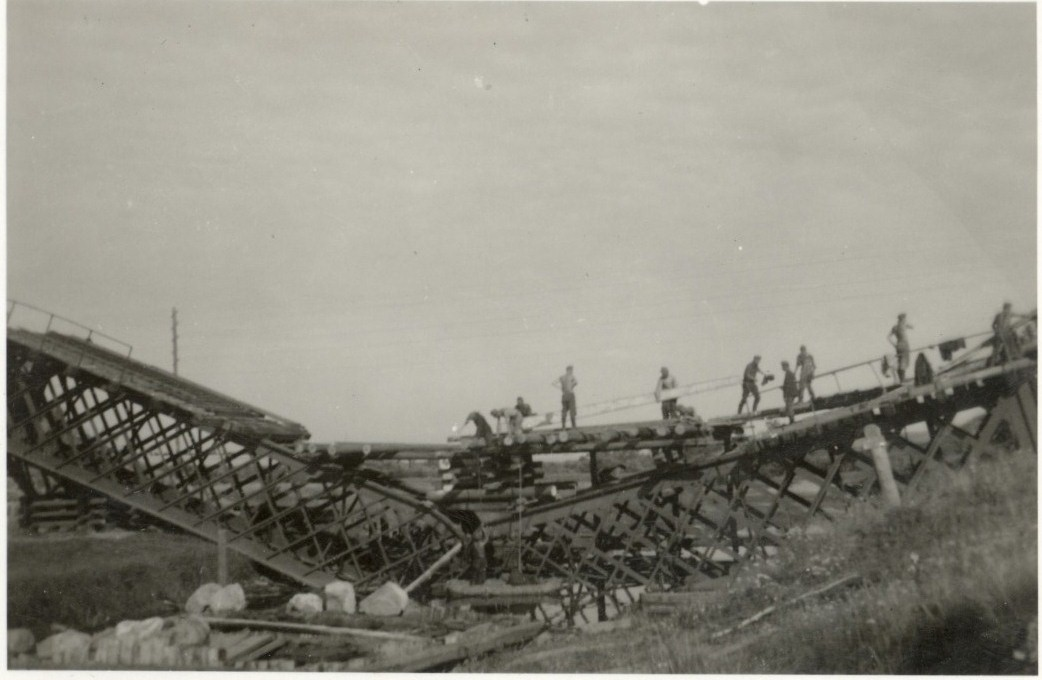
Разрушенный в 1941 году железнодорожный мост через реку Гдовка
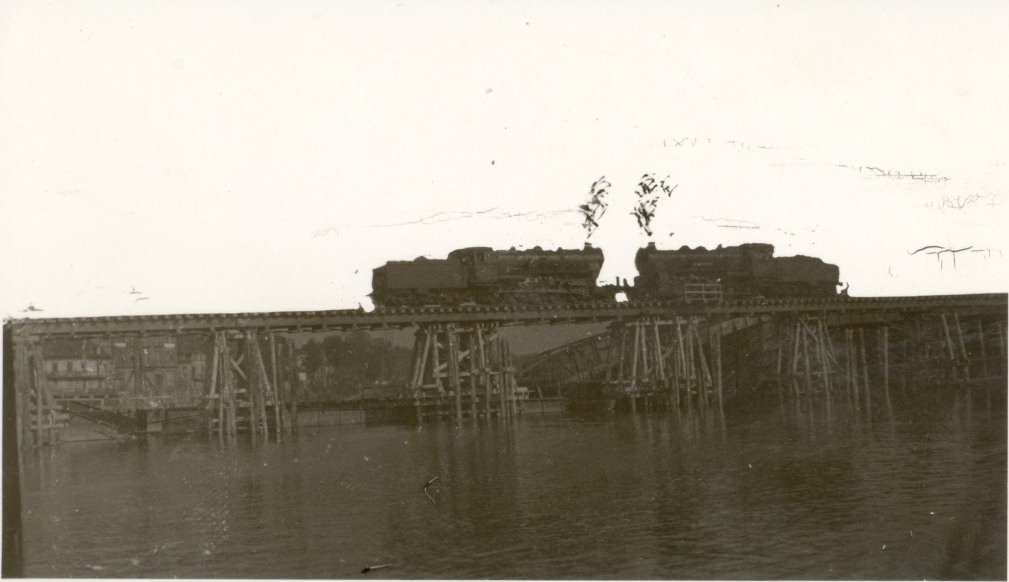
Сплотка немецких паровозов DR Class 58.30[англ.] после перешивки колеи на европейскую следует по восстановленному Вермахтом мосту через реку Желча
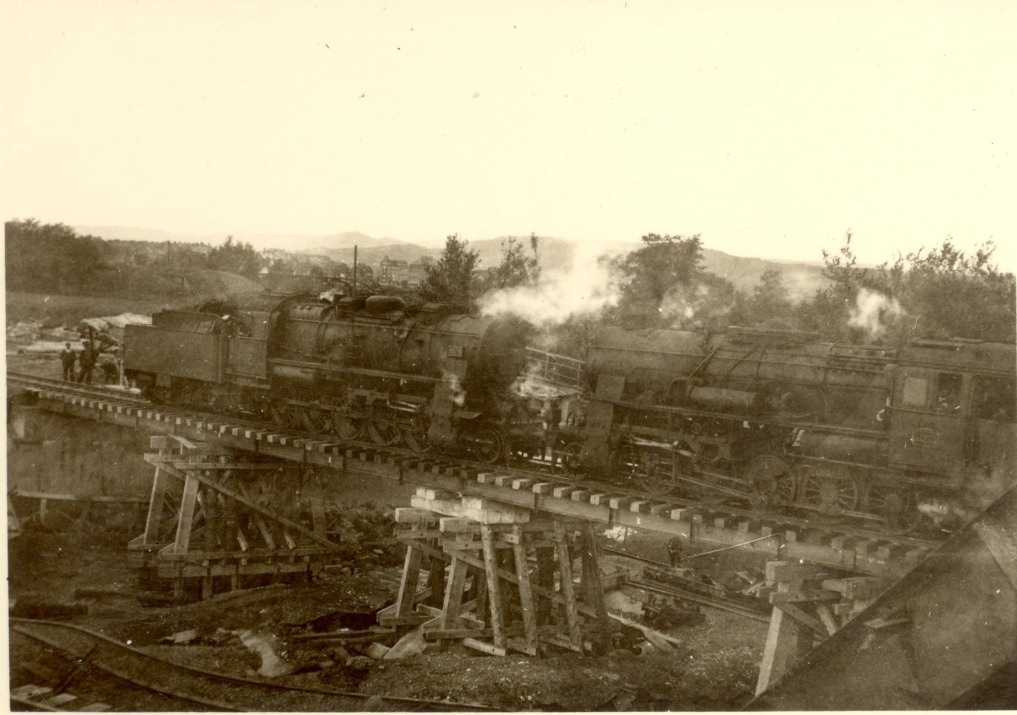
Сплотка паровозов DR Class 58.30 на восстановленном мосту через реку Кунесть (ныне Куна)

### Послевоенный период
После освобождения района в 1944 году участок Гдов — Сланцы был восстановлен. По нему стал курсировать поезд Гдов-Ленинград. Весьма интенсивным было грузовое сообщение. По ветке в Гдов доставлялись удобрения, продукция сельского хозяйства, уголь и нефтепродукты. Современное здание вокзала в Гдове было построено в 1957 году и открыто 20 августа. Участок Псков — Гдов не был внесён в список железных дорог, подлежавших первоочередному восстановлению, хотя планы по его восстановлению были. Сроки начала работ постоянно переносились под разными предлогами, а вскоре про них и вовсе забыли.
В 1975 году в связи с развитием промышленного района на северо-восточной окраине Пскова была построена станция Промышленная и большое количество подъездных путей на месте бывшей станции Запсковье нарвской железной дороги. Северо-восточный промышленный узел заканчивается близ деревни Панино, за ней железнодорожные пути постепенно уходят в землю. После распада Советского Союза грузоперевозки на участке Гдов-Сланцы резко сократились, а затем прекратились.

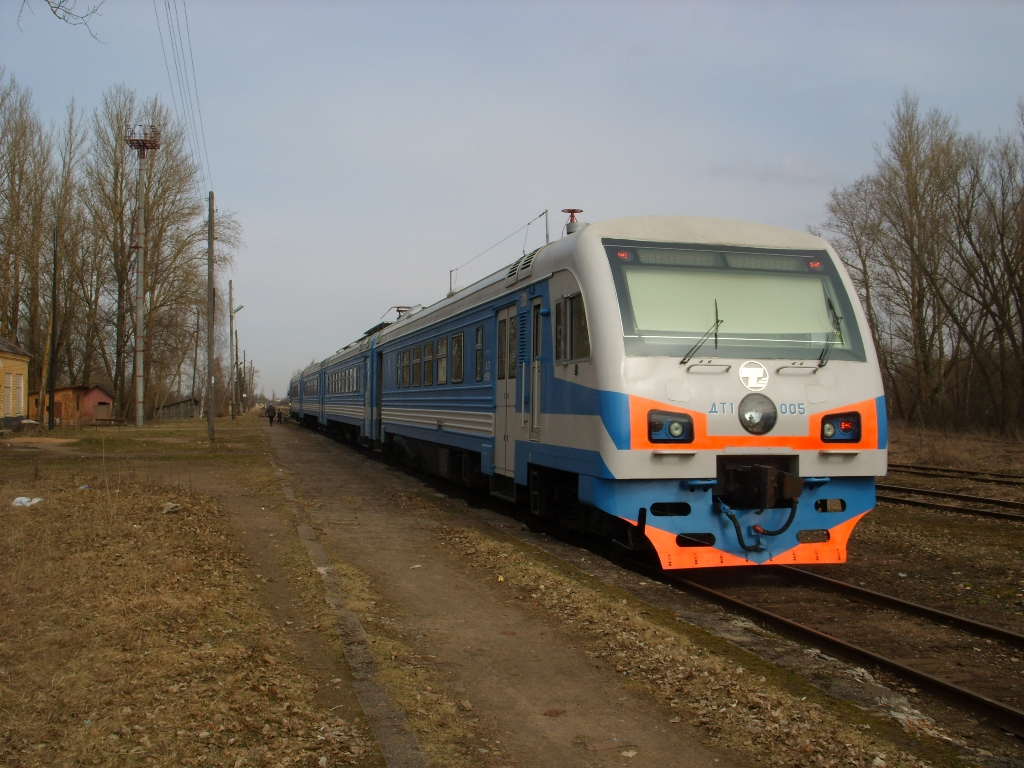
Дизель-электропоезд ДТ1 на станции Гдов, 2010 г.

С 2009 года по маршруту Гдов-Санкт-Петербург 5 раз в неделю стал курсировать дизель-электропоезд ДТ1, который заменил на этом маршруте поезд с сидячими вагонами под ТЭП70. 28 октября 2012 года в связи с нерентабельностью маршрут поезда был сокращён, теперь он идёт только до станции Сланцы, а перегон Гдов — Сланцы фактически стал заброшен. Кроме этого, 1 января 2013 года вступило в силу распоряжение ОАО «РЖД», согласно которому не допускается следование пригородных поездов с общим маршрутом беспересадочного сообщения свыше 200 км. Протяжённость маршрута Санкт-Петербург — Гдов составляет 223 км, поэтому транспортное обслуживание населения на указанном маршруте должно осуществляться пассажирскими поездами дальнего следования. Таким образом, надежды на возобновление движения поездов на участке Гдов — Сланцы пока нет. По состоянию на конец 2017 года перегон Гдов — Сланцы не функционирует. Персонал станции Гдов сокращён, а сама станция закрыта и законсервирована.
В апреле 2015 года неизвестными, вероятно с целью продажи рельсов на металлолом, было демонтировано порядка 6 км железнодорожного полотна. В 2016 году четверо гдовичей похитили ещё 1,8 т рельсов.

## Наследие

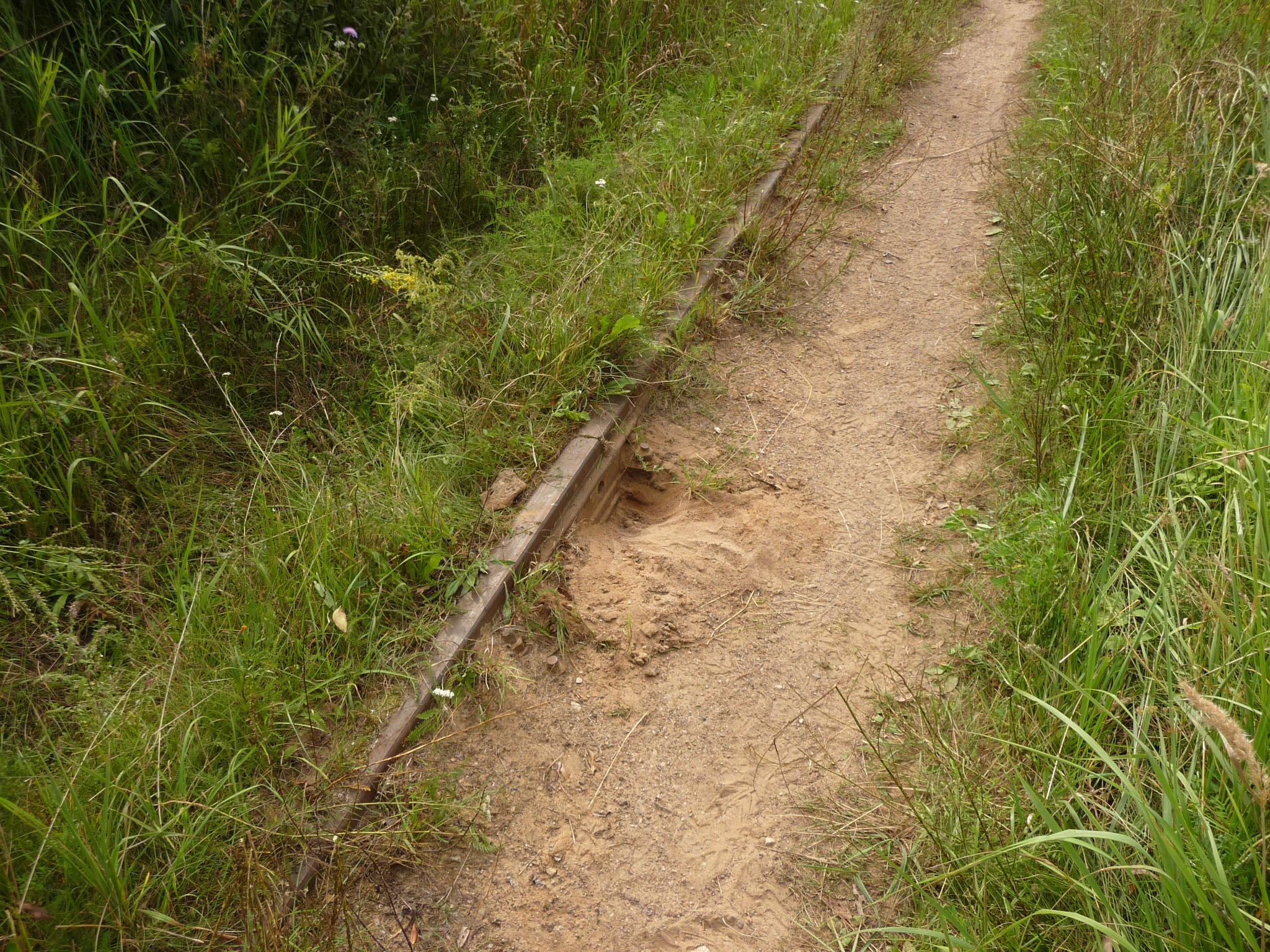
Остатки железнодорожного пути на бывшем перегоне Запсковье — Маслогостицы, 2013 г.

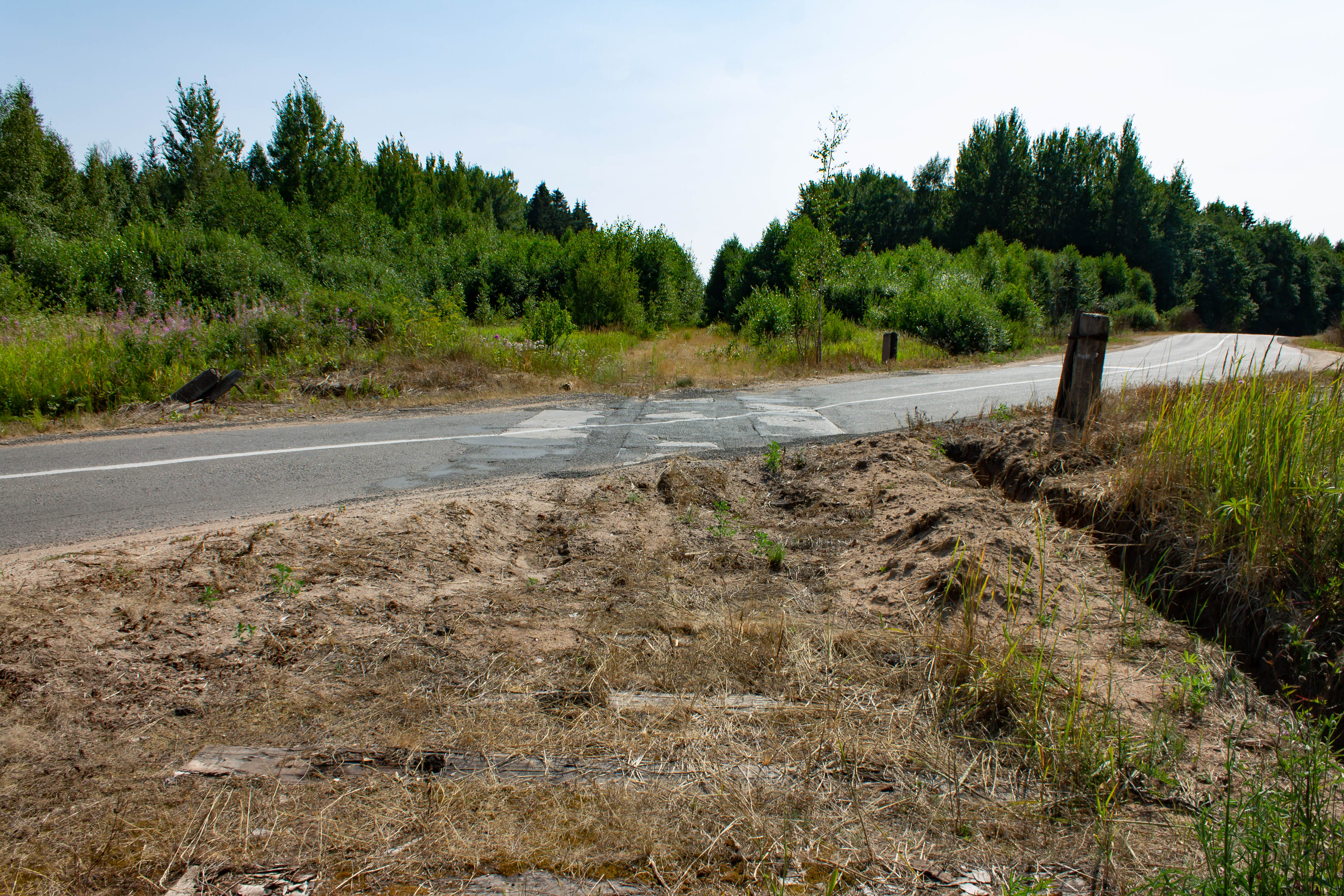
Следы переезда на демонтированном перегоне Гдов — Лядоцкий переезд, 2021 г.

Несмотря на то, что участок Псков — Гдов был уничтожен ещё в 1944 году, следы бывшей железной дороги сохранились. В сторону Гдова от станции Запсковье (Промышленная) частично остался, заросший бурьяном, путь. Практически на всём протяжении дороги просматривается бывшая железнодорожная насыпь, местами используемая в качестве дороги. Сохранились фундаменты некоторых зданий и платформ, местами пикеты.

## Перспективы развития

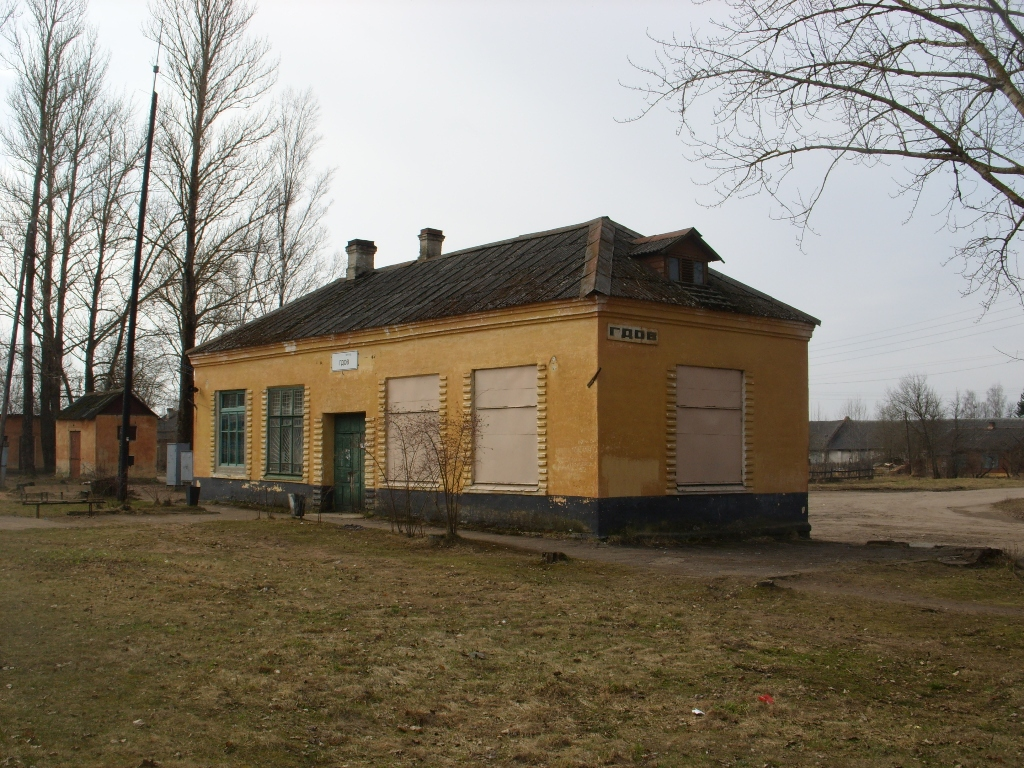
Станция Гдов

Восстановление железной дороги Псков — Гдов обсуждалось не единожды. Первые предложения поступили в политбюро ЦК КПСС сразу же после войны, однако были отвергнуты «ввиду недостатка материалов верхнего строения пути». К вопросу о строительстве железной дороги до Гдова возвращались и в новой России. Так, в 2004 году была разработана Концепция социально-экономического развития Псковской области на десять лет вперёд. В ней основное внимание было уделено развитию транспорта, главным образом, железнодорожного. В документе предлагалось строительство электрифицированной железнодорожной линии, соединяющей Псков с Гдовом и электрификация участка Гдов — Сланцы — Веймарн, однако отсутствие инвестора не позволило приступить к реализации этого проекта. Обсуждался межрегиональный проект по созданию транспортно-логистического коридора «Псков — Гдов — Сланцы — Усть-Луга» со строительством подъездных железнодорожных путей к портовым комплексам «Псков» и «Сторожинец». В 2011 году руководство «РЖД» и Октябрьской железной дороги заявило о том, что отдельных планов по развитию сети железных дорог в Псковской области нет, а строительство ветки Псков — Гдов, в настоящее время, экономически невыгодно и до 2030 года этот вопрос поднимать не стоит. Восстановить участок Сланцы — Нарва по тому же маршруту сейчас не представляется возможным, так как после строительства Нарвской ГЭС в 1955 году местность, по которой шла дорога, оказалась затопленной водами Нарвского водохранилища.

## Станции и остановочные пункты

### 1916—1920 годы

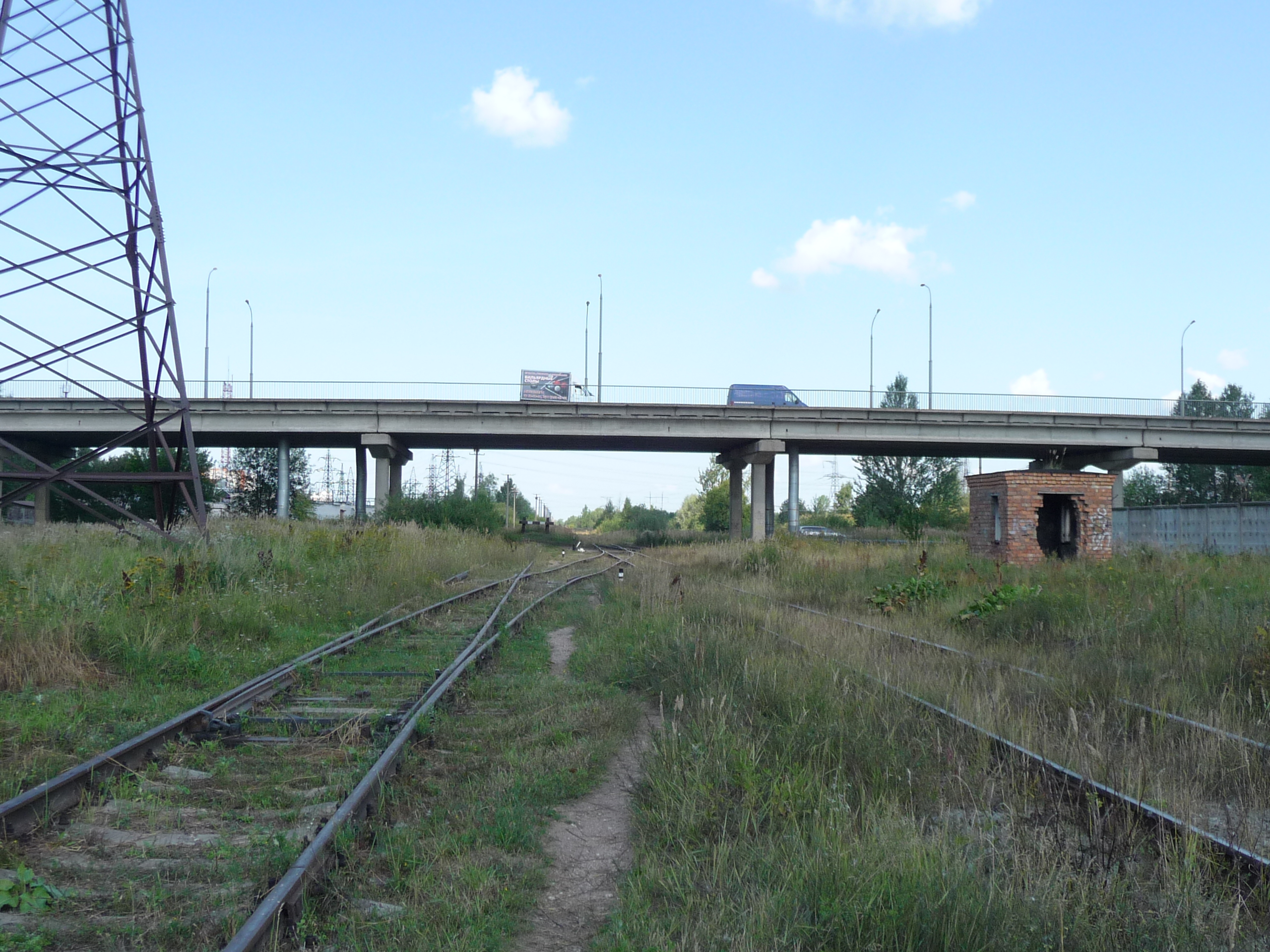
Бывшая ст. Промышленная (Запсковье)

- Псков-Пассажирский
- Берёзки (5 верста)
- Запсковье
- Маслогостицы (41 верста)
- Боровик
- Ямм (75 верст)
- Замогилье
- Гдов (112 верст)
- Добручи
- Гостицы (146 верст)
- Нарва II (181 верста)
- Комаровка
- Нарва I (183 версты)

### Станции дороги Псков — Поля — граница с Эстонией (1920—1940)

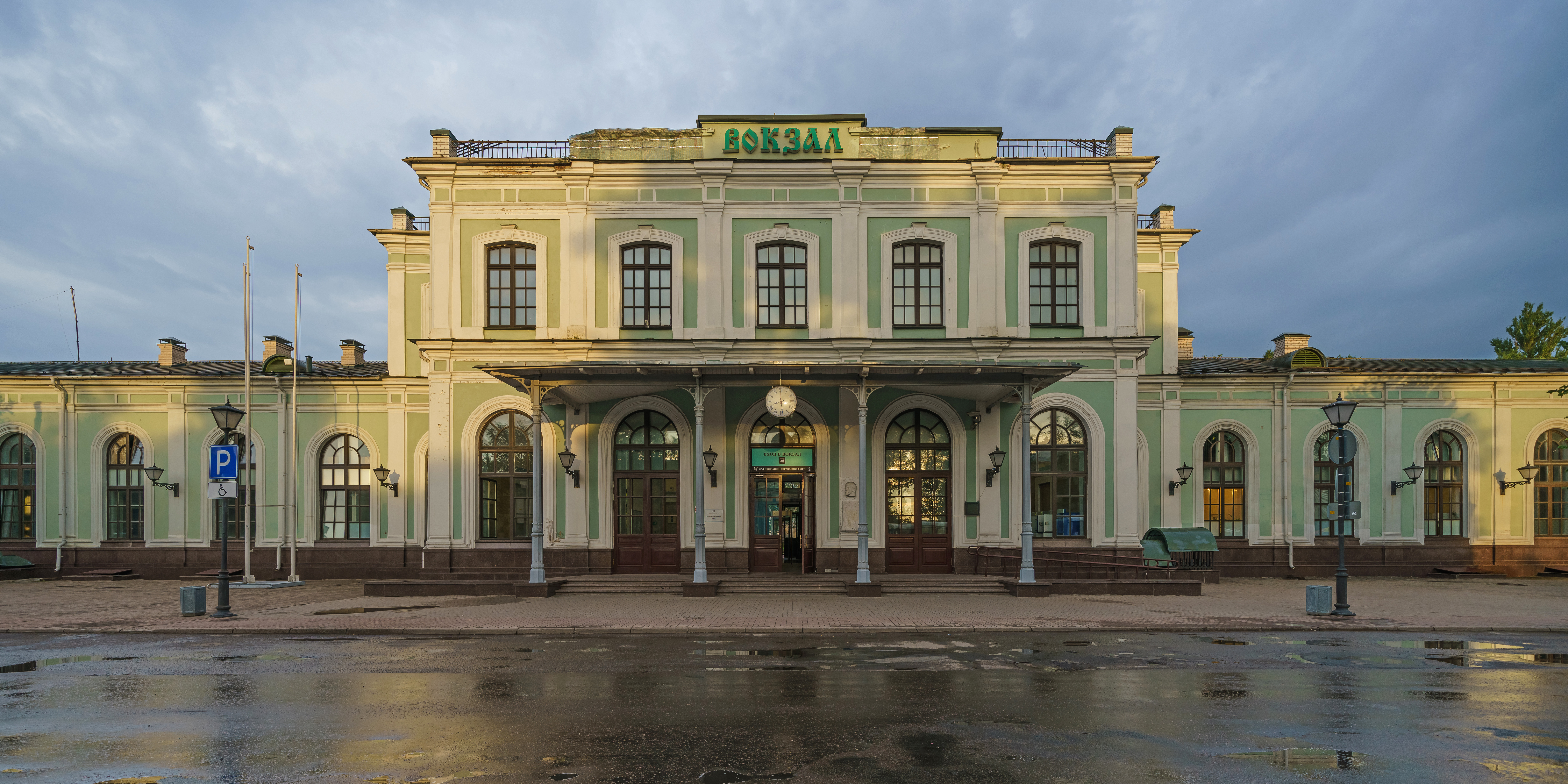
Вокзал ст. Псков. Фото 2018 г.

- Псков-Пассажирский[16]
- Долгорепица[16]
- Маслогостицы (36 верст)
- Боровик
- Ямм[17] (71 верста)
- Замогилье (89 верст)
- Гдов[18] (108 верст)
- Добручи[18] (126 верст)
- Гостицы[19] (142 версты)
- Разъезд № 9 (ст. Сланцы-Товарная)[19]
- Поля[19] (155 верст)
- Эстонская граница[19][20]

### Участок Гдов — Сланцы (1944—2013)
- Гдов
- Разъезд № 7
- Лядоцкий переезд
- Добручи
- Разъезд № 8[21]
- Гостицы
- Сланцы-Товарные
- Рудничная[22]